# 尼尔斯·阿克塞尔松
尼尔斯·阿克塞尔松（瑞典語：Nils Axelsson，1906年1月18日—1989年1月18日），生于赫尔辛堡，瑞典男子足球运动员，司职后卫。他曾代表瑞典国家队参加1934年国际足联世界杯，结果队伍获得第八名。